# Hans Krämer (Politiker)
Hans Krämer (* 24. August 1889 in München; † 23. Oktober 1961 in Deggendorf) war ein bayerischer Kommunalpolitiker und Oberbürgermeister der niederbayerischen Stadt Deggendorf.

## Leben und Wirken

### Studium, Beruf und Familie
Krämer war der Sohn eines Arbeiters und einer Kellnerin. Nach dem Abitur studierte er an der TH München Elektrotechnik und schloss 1913 als Diplom-Ingenieur ab. Er heiratete und war bis 1934 Prüfungs- und Montageingenieur in Berlin. Anschließend arbeitete Krämer als Oberingenieur und Prokurist in Stettin und Direktor und stellvertretender Vorstand bei den Stettiner Elektrizitätswerken. Zum Ende des Zweiten Weltkriegs war er in selbiger Position bei den Märkischen Elektrizitätswerken tätig. Als Flüchtling kam er 1945 nach Stralsund und anschließend ins niederbayerische Griesbach, wo er als Zählerableser und freiberuflicher Ingenieur arbeitete.
Krämer verstarb im Amt des Deggendorfer Oberbürgermeisters unerwartet mit 72 Jahren.

### Politische Karriere
Krämer wurde vom Deggendorfer Stadtrat am 28. September 1951 zum Oberbürgermeister gewählt. Bei der Wahl am 1. Mai 1952 bestätigten ihn die Wahlberechtigten Deggendorfs mit zwei Dritteln der Stimmen für sechs Jahre in diesem Amt. Eine weitere Wiederwahl am 23. März 1958 mit 65 Prozent der Stimmen folgte. Krämer übte das Amt bis zu seinem Tod am 23. Oktober 1961 aus.
Krämer fühlte sich keiner Partei verpflichtet. Insbesondere dem Kampf gegen die Wohnungsnot galt sein großer Einsatz. So wurde die Stadtbau GmbH mit Krämer als Aufsichtsratsvorsitzenden gegründet. Wohnblöcke, eine VdK-Siedlung und Wohnungen für Bedienstete des Bundesgrenzschutzes entstanden. Der Kanalbau wurde vorangebracht, die Oberrealschule und das Krankenhaus erweitert. Des Weiteren setzte sich Krämer für den Turnhallen- und Schlachthofbau ein.

## Ehrungen
Die Stadt Deggendorf benannte die Hans-Krämer-Straße nach ihm.